# 19P/Borrelly
Pour les articles homonymes, voir Borrelly.
19P/Borrelly (ou Comète de Borrelly) est une comète périodique de la famille des comètes joviennes. Elle a été visitée par la sonde spatiale Deep Space 1 en 2001.

## Découverte
La comète a été découverte par Alphonse Louis Nicolas Borrelly pendant une recherche de routine à Marseille en France le 28 décembre 1904. Le noyau a un diamètre de 8 × 4 kilomètres.

## Survol parDeep Space 1
Le 21 septembre 2001, la sonde spatiale Deep Space 1, qui a été lancée pour expérimenter de nouveaux équipements dans l'espace, a exécuté un survol de Borrelly. Elle a été orientée vers la comète pendant cette mission prolongée et a permis d'envoyer vers la Terre ce qui était, alors, les meilleures images et données scientifiques d'une comète.

## Étude et description
La comète 19P/Borrelly est une comète de la famille des comètes de Jupiter. Elle provient de la Ceinture de Kuiper. Sa forme, allongée de 8 km de long et 4 km de large, est probablement due à sa formation par coalescence de plusieurs corps. Cette forme est à l’origine de son surnom de « cuisse de poulet »,
Sa période orbitale courte de 6,85 ans et son passage proche de la Terre ont permis d’observer son évolution, notamment l’orientation de son axe de rotation.
Pour clarifier des avis contraires  une équipe composée de chercheurs de l'INAF de Padoue, de l'Université de Padoue et d'astronomes non professionnels experts dans le domaine des comètes, a étudié l’éventuel déplacement de l’axe de rotation de la comète.
L’étude a constaté effectivement un déplacement de l’axe de rotation.

Animation de Deep Space 1 trajectoire du 24 Octobre 1998 au 31 Decembre 2003 Deep Space 1 · 9969 Braille · Earth · 19P/Borrelly (turquoise)